# Тюркізм
Тюркі́зм — різновид запозичення: слово, його окреме значення, вислів тощо, запозичені з тюркських мов або через їхнє посередництво з деяких інших мов (переважно з арабської та перської) чи утворені за їхніми зразками. Коротко: тюркізм — це етранжизм, запозичений із тюркських мов.

## Тюркізми в українській мові (версія енциклопедії «Українська мова»)
Тюркізми — результат українсько-тюркських мовних контактів.
Наявна інформація про кількість тюркізмів в українській мові базується переважно на радянських джерелах, зокрема на праці А. Н. Гаркавця («Тюркские языки на Украине», 1988). Це джерело є основним для багатьох досліджень, але воно може бути застарілим або упередженим через ідеологічні особливості радянської науки.
Оцінки кількості тюркізмів суттєво відрізняються: одні джерела наводять приблизно 400 загальновживаних слів, інші — до 1500, включаючи застарілі форми. Водночас є твердження про близько 4000 слів, проте методологія підрахунків у цих джерелах залишається незрозумілою.
У статті «Тюркізми-неологізми в українській мові» досліджено тюркізми, що з’явилися в українській мові у XXI столітті. Автори аналізують 104 тюркізми, запозичені для номінації флори, фауни, побутових реалій, традицій і звичаїв тюркського світу. Це свідчить про постійний розвиток і оновлення тюркського шару лексики в українській мові.  
Через це тема потребує додаткового вивчення, а стаття — оновлення на основі сучасних досліджень.

## Тюркізми в українській мові (версія «Енциклопедії українознавства»)
Тюркізми приходили в українську мову гол. ч. у 10 — 18 ст. унаслідок прямого сусідства, торговельних, політичних та культурних зв'язків або рідше через посередництво інших мов (російсьської, польської та ін.). Деякі тюркізми можуть також бути етранжизмами (іранізмами, арабізмами, грецизмами й ін.) в самій тюркській мові, безпосередньо з якої вони потрапили до української мови. Українська мова була посередником у ширенні тюркізмів до західнослов'янських мов.
Перші українсько-тюркські стосунки сягають ще спільнослов'янських часів, коли у 6 ст. середньо-азійська тюркська держава доходила до Азовського чи Чорного морів, а в 7 — 8 ст. з'являються в степах України тюркські племена, що входили до племінних об'єднань болгар та хозарів; можливо, з тих часів походять тюркізми каган (князь), багатир, сан (високе звання), сабля (шабля — скоріше від угорськ. szabni — «різати»).
З 9 ст. Київська Русь перебувала у постійних зв'язках з Хозарським каганатом, що тоді, мабуть, доходив до Дніпра, а в 9 — 11 ст. з печенігами, що кочували в степах від Дону до Дунаю, торками чи «чорними клобуками», а особливо в 11 — 13 ст. з половцями, і від них, а найпевніше від цих останніх, зайшли засвідчені в «Слові о полку Ігоревім» та літописах тюркізми: булат і харалуг («криця, сталь»), женьчуг («перло»), курган («фортеця»), шатро, япончица (пізніше «опанча»), клобук (пізніше «ковпак»), товар, кощій («бранець»), чага («бранка»), тлумач, лошадь (пізніше лоша), борсук, яруга, євшан, бур'ян.
Багато тюркізмів прийшло з монголо-татарською навалою 13 — 14 ст.: козак, ватага, сарай (спочатку «палати», «дім»), чардак, базар, харч, башлик, калита, бариш, бугай, карий та ін., але найбільше за козацьких часів, 15-18 ст., від Кримського Ханства та Османської імперії в різних ділянках життя:
- скотарство: чабан, отара, табун, аркан, торба, кабан, лоша, буланий, чалий, гайда;
- степове життя: байрак, комиш, лиман, туман, беркут, сарана, бакай, гарба, курінь;
- городництво: баштан, гарбуз, кавун, кабак, тютюн;
- військо: кіш, осавул, бунчук, чайка (човен), со(га)йдак;
- одяг: габа, каптур, кобеняк, кунтуш, очкур, постоли, сап'ян, тасьма, серпанок (вуаль), шаровари, чоботи;
- торгівля, промисел, побут та ін.: чумак, аршин, могорич, майдан, чавун, казан, килим, тапчан, локша (локшина), кав'яр, кава, кобза, люлька, гайдамака, харциз, канчук, кайдани, чума;
- також деякі фразеологізми, наприклад, калька батьки (в сенсі «батько й мати»), пор. тур. ebevèyn (те саме) двоїна від eb («батько»).

Багато тюркізмів є в топономії степової України (Кременчук, Інгул, Ізюм, Самара та ін.).
Тюркізми звичайно характеризуються гармонією голосних (самі передні або самі задні голосні в слові), браком групи приголосних на початку слова і, здебільша, кінцевим наголосом. Не виключена можливість тюркських впливів на фонетичний розвиток української мови, особливо в проявах двоскладової гармонії голосних (найдавніше в т. зв. повноголоссі, наприклад, мороз із *morzъ), пізніше в зміні о > а перед наголошеним а, наприклад, гаразд із горазд-; в уканні — вимова кожух як кужух та ін), але певності щодо цього немає.